# Киперт, Адольф

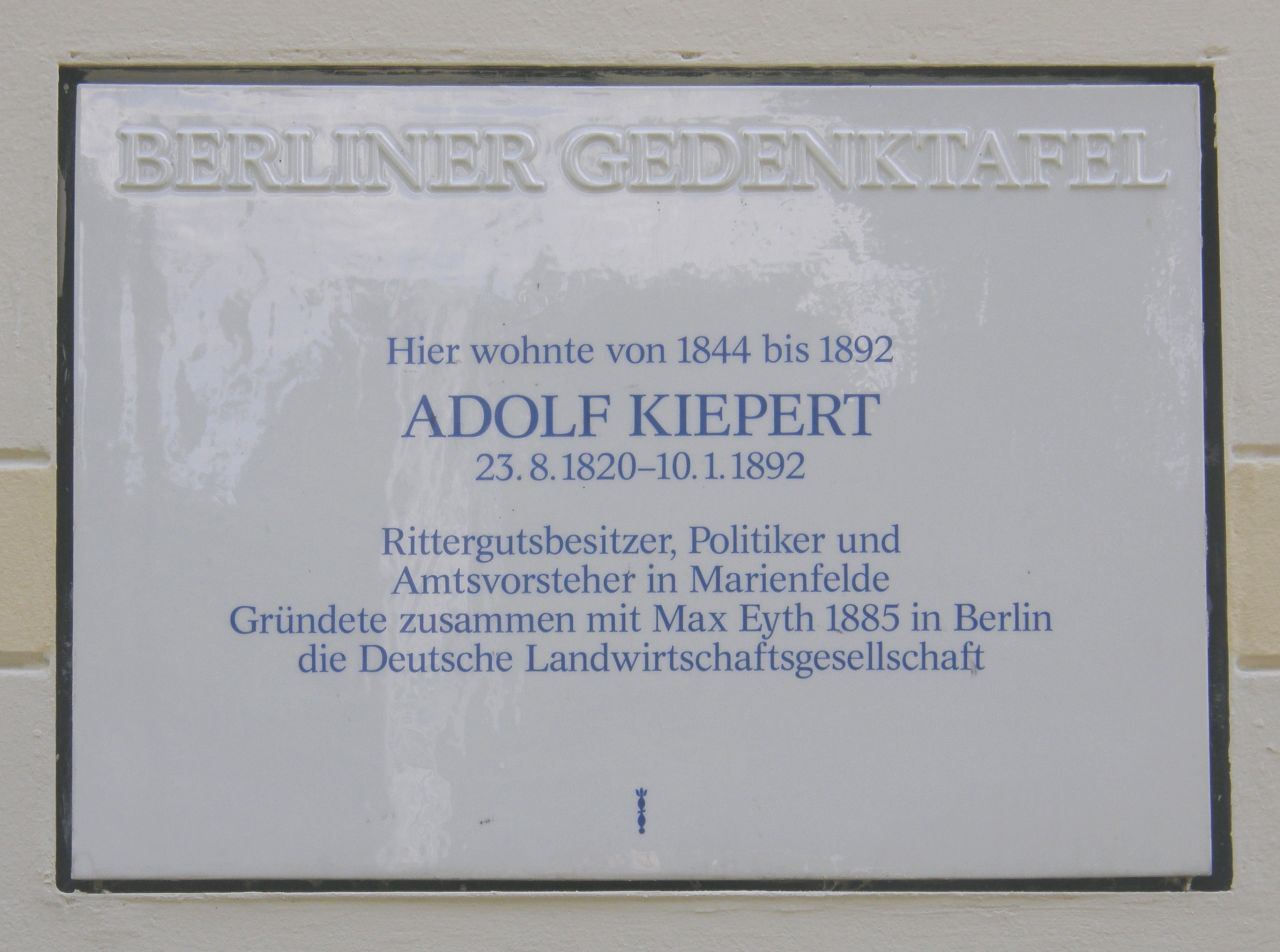
Мемориальная доска

Карл Го́тхильф Адо́льф Ки́перт (нем. Carl Gotthilf Adolf Kiepert) (* 23 августа 1820 в старом Берлине; † 10 января 1892 в Мариенфельде) — немецкий общественный и политический деятель, депутат ландтага Пруссии и рейхстага.

## Деятельность
Приобрёл в 1844 году поместье в Мариенфельде, где организовал образцовое хозяйство и основал парк. Был главой деревенской церкви Мариенфельде и принимал активное участие в политической и общественной деятельности в качестве окружного начальника, представителя ландрата от округа Тельтов, представителя Национально-либеральной партии в ландтаге Пруссии с 1869 г. и депутатом рейхстага в 1872-1878 годы.

## Посвящения
- В честь Адольфа Киперта и его брата Генриха Киперта 11 ноября 1961 года в Мариенфельде была названа одна из начальных школ.[2]
- На доме, в котором он жил, висит мемориальная доска.
- Киперт похоронен на небольшом кладбище у Деревенской церкви Мариенфельде.